# Кнапп, Виктор
Виктор Кнапп (чеш. Viktor Knapp; 18 декабря 1913, Прага, Австро-Венгрия — 29 июня 1996, там же, Чехия) — чехословацкий государственный и политический деятель, учёный-правовед. Член Коммунистической партии Чехословакии. Чешский учёный-юрист второй половины XX века.
Депутат Национального собрания (1964—1968) и Федерального собрания (1968—1961) Чехословакии. С 1962 года был академиком Чехословацкой академии наук, а с 1990 года её вице-президентом. Основной автор Конституционного закона о Чехословацкой федерации (1968) и Гражданского кодекса Чехословакии (1950).